# Église Saint-Thomas-du-Louvre
Pour les articles homonymes, voir Église Saint-Thomas.
L'église Saint-Thomas-du-Louvre est une ancienne collégiale de Paris, située sur la Rive Droite de la Seine à proximité du Louvre et du port Saint-Nicolas. Elle était voisine de l'église Saint-Nicolas-du-Louvre. L'église est détruite en 1739 et l'église Saint-Louis-du-Louvre est construite à son emplacement en 1743.

## Situation
L'église était située à l'angle sud-ouest de la rue Saint-Thomas-du-Louvre et de la rue du Doyenné.

Situation de l'église
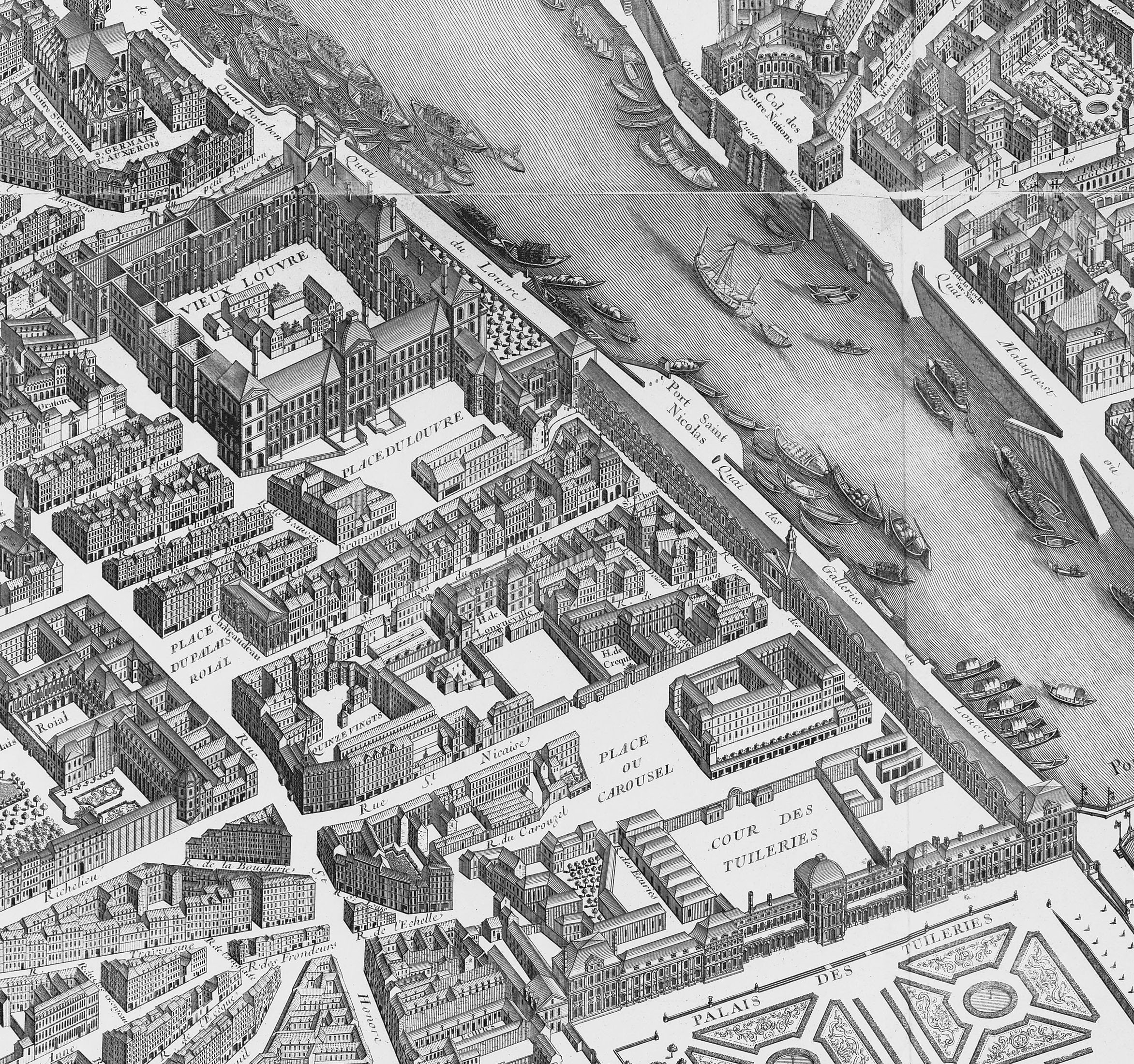
Plan de Turgot, 1739
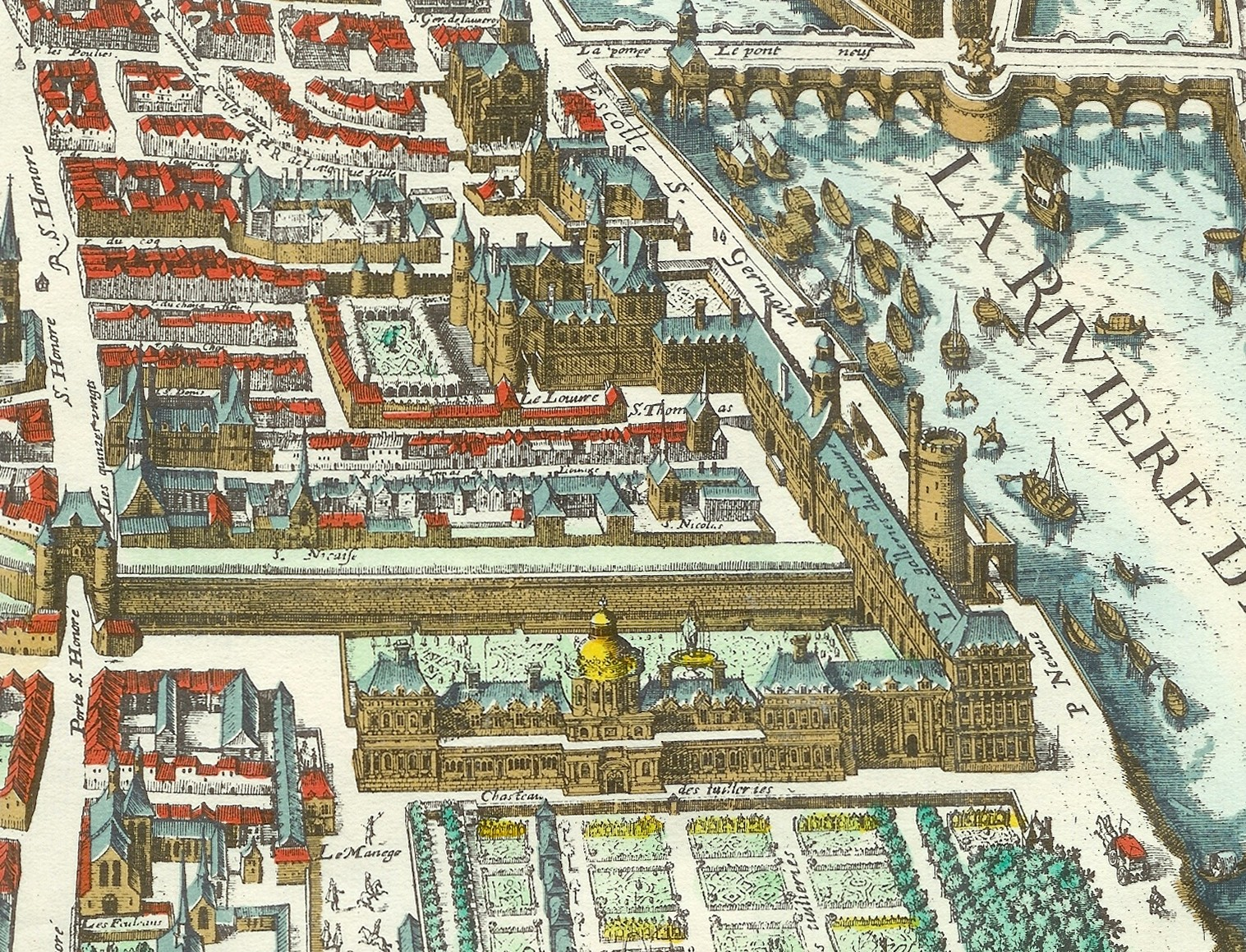
Plan de Mérian, 1615 (Saint-Nicolas et Saint-Thomas sont interverties)

## Histoire
L'église Saint-Thomas-du-Louvre est fondée en 1189 pour quatre chanoines par Robert, comte de Dreux, sous l'invocation de saint Thomas de Cantorbéry, pour qui le roi de France Louis VII (1137-1180) avait beaucoup de dévotion,. La fondation de l'église est confirmée en 1199 par le pape Innocent III, qui met cette collégiale sous la protection du Saint-Siège.
En 1739, le clocher de la collégiale Saint-Thomas-du-Louvre s'effondre, tuant sur le coup quatorze chanoines. L'église Saint-Louis-du-Louvre est rebâtie sur ses fondations. L'église Saint-Louis-du-Louvre est démolie en 1811, sauf certaines parties qui disparaissent en 1850. L'église occupait l'emplacement de l'angle nord-est de la cour Lefuel (à la jonction des ailes Mollien et du Manège).